# Needham (Alabama)
Needham – miasto w Stanach Zjednoczonych, w stanie Alabama, w hrabstwie Choctaw. W roku 2023 miasto zamieszkiwało 71 osób, a gęstość zaludnienia wynosiła 47,3 osoby/km².